# Documenta 1
documenta 1955 ou documenta 1 a été la première de la série d'expositions documenta, présentant l'art moderne et contemporain à Cassel en Allemagne. Cette première édition s'est tenue du 16 juillet 1955 au 18 septembre 1955 et l'initiative en revient au peintre et pédagogue Arnold Bode.
Avec une approche principalement historique et reconstructrice, Documenta 1 a présenté les artistes et les groupes les plus influents depuis le début du XXe siècle ; les mouvements comme le fauvisme, le cubisme, l'expressionnisme, le futurisme, la Pittura Metafisica et le groupe Le Cavalier bleu (Blaue Reiter) ont été représentés. L'exposition était une réponse directe et évidente à celle de la propagande nazie l'Art dégénéré (Entartete Kunst) qui s'était tenue en 1937.
Avec 130 000 visiteurs, cette première exposition internationale d'art moderne majeure de l'après-guerre a obtenu un succès inattendu.

## Les 148 artistes participants
- A : Josef Albers ~ Kenneth Armitage ~ Jean Arp ~ René Victor Auberjonois
- B : Giacomo Balla ~ Eduard Bargheer ~ Ernst Barlach ~ Afro Basaldella ~ Mirko Basaldella ~ Willi Baumeister ~ Jean Bazaine ~ André Beaudin ~ Max Beckmann ~ Max Bill ~ Renato Birolli ~ Roger Bissière ~ Hermann Blumenthal ~ Umberto Boccioni ~ Camille Bombois ~ Georges Braque ~ Reg Butler
- C : Alexander Calder ~ Alexander Camaro ~ Heinrich Campendonk ~ Massimo Campigli ~ Giuseppe Capogrossi ~ Carlo Dalmazzo Carrà ~ Felice Casorati ~ Bruno Cassinari ~ Lynn Chadwick ~ Marc Chagall ~ Giorgio De Chirico ~ Antonio Corpora ~ Roberto Crippa
- D : Robert Delaunay ~ André Derain ~ Charles Despiau ~  Otto Dix ~ Theo van Doesburg ~ Raymond Duchamp-Villon ~ Raoul Dufy
- E : Max Ernst
- F : Joseph Fassbender ~ Lyonel Feininger ~ Ernesto de Fiori ~ Xaver Fuhr
- G : Naum Gabo ~ Werner Gilles ~ Fritz Glarner ~ Julio González ~ HAP Grieshaber ~ Juan Gris
- H : Hans Hartung ~ Karl Hartung ~ Erich Heckel ~ Bernhard Heiliger ~ Werner Heldt ~ Barbara Hepworth  ~ Auguste Herbin ~ Karl Hofer
- J : Alexej von Jawlensky
- K : Vassily Kandinsky ~ Ludwig Kasper ~ Ernst Ludwig Kirchner ~ Paul Klee ~ Oskar Kokoschka ~ František Kupka
- L : Berto Lardera ~ Henri Laurens ~ Fernand Léger ~ Kurt Lehmann ~ Wilhelm Lehmbruck
- M : August Macke ~ Alberto Magnelli ~ Aristide Maillol ~ Alfred Manessier ~ Franz Marc ~ Gerhard Marcks ~ Marino Marini ~ André Masson ~ Ewald Mataré ~ Henri Matisse ~ Georg Meistermann ~ Hans Mettel ~ Otto Meyer-Amden ~ Joan Miró ~ Paula Modersohn-Becker ~ Amedeo Modigliani ~ Piet Mondrian ~ Henry Moore ~ Giorgio Morandi ~ Mattia Moreni ~ Ennio Morlotti ~ Richard Mortensen ~ Georg Muche ~ Otto Mueller ~ Gabriele Münter ~ Zoran Mušič
- N : Ernst Wilhelm Nay ~ Rolf Nesch ~ Ben Nicholson~ Emil Nolde
- P : Max Pechstein ~ Antoine Pevsner ~ Pablo Picasso ~ Édouard Pignon ~ Filippo De Pisis ~ Hans Purrmann
- R : Otto Ritschl ~ Emy Roeder ~ Kurt Roesch ~ Christian Rohlfs ~ Georges Rouault ~ Henri Rousseau
- S : Giuseppe Santomaso ~ Edwin Scharff ~ Oskar Schlemmer ~ Karl Schmidt-Rottluff ~ Gérard Ernest Schneider ~  Scipione (Gino Bonichi) ~ William Scott ~ Kurt Schwitters ~ Séraphine de Senlis ~ Gino Severini ~ Gustave Singier ~ Mario Sironi ~ Pierre Soulages ~ Toni Stadler ~ Graham Sutherland
- T : Sophie Taeuber-Arp ~ Pierre Tal Coat ~ Hann Trier ~ Heinz Trökes
- U : Hans Uhlmann
- V : Victor Vasarely ~ Emilio Vedova ~ Alberto Viani ~ Maria Elena Vieira da Silva ~ Jacques Villon ~ Louis Vivin ~ Maurice de Vlaminck ~ Friedrich Vordemberge-Gildewart
- W : Theodor Werner ~ Walter Kurt Wiemken ~ Hans Wimmer ~ Fritz Winter ~ Gustav H. Wolff ~ Wols